# (3117) Niepce
(3117) Niepce (1983 CM1) – planetoida z pasa głównego asteroid okrążająca Słońce w ciągu 4,8 lat w średniej odległości 2,85 j.a. Odkryta 11 lutego 1983 roku.